# New Classics Media
New Classics Media được thành lập vào năm 2007, là một tổ chức điện ảnh và truyền hình toàn diện chuyên nghiệp tích hợp các bộ phim truyền hình, phim điện ảnh, sản xuất phim truyền hình trực tuyến, phân phối chương trình toàn cầu, tiếp thị giải trí và môi giới nghệ sĩ . Từ 2018, do Tencent chũ sở hữu.
Là một trong những tổ chức sản xuất và phân phối phim truyền hình và điện ảnh mạnh nhất ở Trung Quốc. Tiền thân của nó là Dongyang New Classics Film, được thành lập chính thức vào năm 2007. Công ty TNHH Văn hóa Truyền hình và Điện ảnh Đông Dương là một công ty con thuộc sở hữu hoàn toàn. Năm 2011, công ty đã hoàn thành việc chuyển đổi hệ thống cổ phần và thành lập Công ty TNHH Truyền thông Tân Lệ. Chủ yếu dành riêng cho phim truyền hình, phim điện ảnh, sản xuất phim truyền hình trực tuyến và phân phối chương trình toàn cầu, tiếp thị giải trí và môi giới nghệ sĩ.
20 tháng 2 năm 2017, công ty đã giành được giải thưởng top 10 Đơn vị sản xuất phim truyền hình hay nhất trong ngành công nghiệp sản xuất truyền hình quốc gia lần thứ 11. 31 tháng 10 năm 2018, China Literature đã đưa ra thông báo tuyên bố hoàn thành chính thức việc mua lại 100% vốn của New Classic Media.

## Lịch sử phát triển
28 tháng 10 năm 2013, Quang Tuyến tuyên bố mua lại tài sản của Tân Lệ. Công ty đã đầu tư 892,26 triệu nhân dân tệ vào cổ phiếu để tham gia vào New Classics Media, mua lại 27,642% của New Classics Media thông qua mua lại vốn cổ phần và tăng vốn. 25 tháng 10 năm 2013, Quang Tuyến đã ký thỏa thuận chuyển nhượng vốn cổ phần với Công ty TNHH Truyền thông Tân Lệ và cổ đông của Tân Lệ Vương Tử Văn, công ty đã chuyển nhượng 27,642% cổ phần của cổ đông New Classics Media với số vốn 892,26 triệu nhân dân tệ.
10 tháng 3 năm 2018, Quang Tuyến và Linzhi Tencent Technology đã ký một "Thỏa thuận chuyển nhượng cổ phần" để bán 27,6420% cổ phần do New Classics Media nắm giữ cho Linzhi Tencent với số tiền xem xét là 3,31704 tỷ nhân dân tệ. Sau đó, Quang Tuyến sẽ không còn nắm giữ cổ phần trong New Classics Media.
13 tháng 8 năm 2018, China Literature sẽ mua lại Công ty TNHH Truyền thông Tân Lệ với mức giá không vượt quá 15,5 tỷ nhân dân tệ.
31 tháng 10 năm 2018, China Literature tuyên bố rằng họ đã chính thức hoàn tất việc mua lại 100% vốn của New Classics Media.

## Sản xuất

### Phim truyền hình
| Nâm  | Tên                                                     | Đạo diễn          | Kịch bản | Diễn viên                                                                                  |
| ---- | ------------------------------------------------------- | ----------------- | --- | ------------------------------------------------------------------------------------------ |
| 2021 | Ở rể                                                    | Đặng Khoa         | Tần Văn, Triệu Khải Thần, Cổ Tranh Hưng, Dương Vũ Thần, Trần Kim Bằng, Kỉ Tang Nhu, Đinh Lộ, Trương Vân Nghi | Quách Kỳ Lân, Tống Dật                                                                     |
| 2021 | Đấu La Đại Lục 斗罗大陆                                 | Dương Chấn Vũ     | Vương Quyện                                                                                                  | Tiêu Chiến, Ngô Tuyên Nghi, Lý Sân, Lưu Mỹ Đồng, Lưu Nhuận Nam                             |
| 2020 | Lưu kiêm tuyết nguyệt 流金岁月                          | Thẩm Nghiêm       | Tần Văn | Lưu Thi Thi, Nghệ Ni                                                                       |
| 2020 | Lang điện hạ                                            | Vương Vi, Tào Hoa | Trần Ngọc San                                                                                                | Vương Đại Lục, Lý Thấm, Tiêu Chiến, Tân Chỉ Lôi, Quách Thư Dao, Đinh Trọng Đại, Lâm Hựu Uy |
| 2020 | Tây Du Ký 鹿鼎记                                        | Mã Tiến           | Thân Tiệp | Trương Nhất Sơn, Đường Nghệ Hân                                                            |
| 2020 | Thật ra anh ấy không yêu bạn đến thế 他其实没有那么爱你 | Vương Quang Lợi   | Tần Văn | Tống Thiến, Trịnh Khải, Lư Tĩnh San, Trương Giai Ninh, Lý Thuần                            |
| 2019 | Luật sư tinh anh 精英律师                               | Lưu Tiến          | Trần Đồng | Cận Đông, Viên Tuyền                                                                       |
| 2019 | Khánh Dư Niên 庆余年                                    | Tôn Hạo           | Vương Quyện                                                                                                  | Trương Nhược Quân, Lý Thấm, Trần Đạo Minh, Ngô Cương                                       |
| 2017 | Cánh diều 风筝                                          | Liễu Vân Long     | Dương Kiện, Tần Lệ                                                                                           | Liễu Vân Long, La Hải Quỳnh, Lý Tiểu Nhiễm, Tề Hoan, Tôn Bân, Mã Trì                       |
| 2017 | Nửa đời trước của tôi 我的前半生                        | Thẩm Nghiêm       | Hoàng Lan | Cận Đông, Mã Y Lợi, Viên Tuyền, Lôi Giai Âm, Ngô Việt, Trần Đạo Minh                       |
| 2017 | Thế đao biên duyên 剃刀边缘                             | Văn Chương        | Hứa Vĩ Tài, Dư Phi                                                                                           | Văn Chương, Mã Y Lợi, Đinh Dũng Đại, Lô Phương Sinh                                        |
| 2017 | Bạch Lộc Nguyên 白鹿原                                  | Lưu Tiến          | Thân Diệp | Trương Gia Dịch, Tần Hải Lộ, Hà Băng                                                       |
| 2017 | Như Ý truyện 如懿传                                     | Uông Tuấn         | Lưu Liễm Tử                                                                                                  | Châu Tấn, Hoắc Kiến Hoa, Trương Quân Ninh, Đổng Khiết, Đồng Dao, Tân Chỉ Lôi               |
| 2016 | Lấy chồng trẻ 小丈夫                                    | Diêu Hiểu Phong   | Lý Tiêu, Vu Miểu                                                                                             | Du Phi Hồng, Dương Lặc, Quan Hiểu Đồng                                                     |
| 2015 | Nữ y Minh Phi truyện 女医·明妃传                        | Lý Quốc Lập       | Trương Nguy                                                                                                  | Lưu Thi Thi, Hoắc Kiến Hoa, Hoàng Hiên                                                     |
| 2015 | Mẹ hổ bố mèo 虎妈猫爸                                   | Diêu Hiểu Phong   | Thân Diệp | Triệu Vy, Đồng Đại Vi, Đổng Khiết, Phan Hồng                                               |
| 2014 | Nhất phó Nhị chủ 一仆二主                               | Lưu Tiến          | Trần Đồng | Trương Gia Dịch, Diêm Ni, Giang Sơ Ảnh, Quan Hiểu Đồng                                     |
| 2014 | Tình yêu phụ mẫu 父母爱情                               | Khổng Sanh        | Lưu Tĩnh | Quách Đào, Mai Đình, Lưu Lâm, Dương Lập Tân, Quan Hiểu Đồng                                |
| 2014 | Đại trượng phu 大丈夫                                   | Diêu Hiểu Phong   | Lý Tiêu Vu Miểu                                                                                              | Lý Tiểu Nhiễm, Vương Chí Văn, Du Phi Hồng, Hàn Đông Sinh, Quan Hiểu Đồng                   |
| 2014 | Nhị pháo thủ 二炮手                                     | Khang Hồng Lôi    | Tiêu Miêu | Trương Thiên Ái, Hải Thanh, Tôn Thiến, Tần Vệ Đông                                         |
| 2014 | Cơm đoàn viên 团圆饭                                    | Từ Kỷ Chu         | Vương Lực Phù                                                                                                | Lý Quang Khiết, Mã Tô, Lý Kiện, Phó Tinh, Lý Y Linh                                        |
| 2014 | Mười năm yêu em 相爱十年                                | Lưu Huệ Ninh      | Hoắc Hân | Đặng Siêu, Đổng Khiết, Cao Hổ, Vương Đại Trị                                               |
| 2013 | Bà mẹ nóng bỏng 辣妈正传                                | Thẩm Nghiêm       | Tần Văn | Tôn Lệ, Trương Dịch, Minh Đạo, Ổ Quân Mai                                                  |
| 2013 | Nếu cuộc sống lừa dối bạn 假如生活欺骗了你              | Diêu Hiểu Phong   | Vương Uyển Bình                                                                                              | Lục Nghị, Tần Hải Lộ, Cảnh Lạc, Quách Kính Phi                                             |
| 2013 | Đường về nhà 我的父亲母亲                               | Lưu Huệ Ninh      | Triệu Đông Linh                                                                                              | Trần Tiểu Nghệ, Tân Bách Thanh, Phùng Viễn Chinh, Tăng Lê                                  |
| 2012 | Phù trầm 浮沉                                           | Đằng Hoa Đào      | Bào Kình Kình                                                                                                | Trương Gia Dịch, Bạch Bách Hà, Vương Chí Phi, Vương Diệu Khánh                             |
| 2012 | Cố quân anh hùng 孤军英雄                               | Mạnh Phàm         | Phương Thiên Dân                                                                                             | Hồ Quân, Lý Tuyết Kiện, Kha Lam                                                            |
| 2011 | Chuyện tình Bắc Kinh 北京爱情故事                       | Trần Tư Thành     | Trần Tư Thành, Lý A Linh                                                                                     | Trần Tư Thành, Lý Thần, Dương Mịch, Trương Hâm Nghệ, Đồng Lệ Á                             |
| 2011 | Vách đá 悬崖                                            | Lưu Tiến          | Toàn Dũng Tiên                                                                                               | Trương Gia Dịch, Tống Giai, Trình Dục, Vịnh Mai                                            |
| 2011 | Thợ săn tiền thưởng 赏金猎人                            | Thành Chí Siêu    | Vu Chính | Tiền Vịnh Thần, Giang Khải Đồng, Lý Dịch Phong, Trần Hiểu, Lưu Tuyết Hoa                   |
| 2011 | Truyền kỳ chi vương 传奇之王                            | Liễu Vân Long     | Hùng Nguyên, Cao Thành                                                                                       | Liễu Vân Long, Tăng Lê, Tăng Gian, Ngọ Mã                                                  |
| 2011 | Xin hãy tha thứ cho tôi 请你原谅我                      | Lưu Huệ Ninh      | Từ Binh | Ngô Tú Ba, Ngô Việt, Hải Thanh, Đổng Khiết, Trương Gia Dịch                                |
| 2010 | Chúng ta là anh em 你是我兄弟                           | Lưu Huệ Ninh      | Bành Tam Nguyên                                                                                              | Trương Gia Dịch, Đặng Siêu, Đổng Khiết, Đại Lạc Lạc, Quan Hiểu Đồng                        |
| 2010 | Cáo mật giả 告密者                                      | Lưu Tiến          | Phó Kỳ Nhiên, Uông Dịch Thăng                                                                                | Liễu Vân Long, Trương Gia Dịch, Lưu Tư, Vương Lệ Khôn                                      |
| 2010 | Người đến bốn mươi 人到四十                             | Bành Hảo          | Bành Tam Nguyên                                                                                              | Vương Chí Văn, Giang San, Tăng Lê, Tôn Tùng                                                |
| 2009 | Tả muội tân nương 姐妹新娘                              | Lưu Tiến          | Lý Dục, Giang Phàm                                                                                           | Hác Lôi, Vu Tiểu Vĩ, Điền Lệ                                                               |
| 2008 | Bí mật liệt xa 秘密列车                                 | Lưu Tiến          | Phó Kỳ Nhiên, Uông Dịch Thăng                                                                                | Chu Kiệt, Trương Gia Dịch, Lưu Vân                                                         |
| 2008 | Huyết sắc mê vụ 血色迷雾                                | Liễu Vân Long     | Lâm Hòa Bình                                                                                                 | Liễu Vân Long, Sử Khả, Châu Hải My, Vương Lệ Khôn                                          |
| 2007 | Tôi là mặt trời 我是太阳                                | An Kiện           | Đô Lương | Lưu Bội Kỳ, Lý Ấu Bân, Trương Gia Dịch, Chu Hồng                                           |

### Điện ẩnh
| Năm  | Tên                                   | Đạo diễn                   | Biên kịch                                                           | Diễn viên                                                                                             |
| ---- | ------------------------------------- | -------------------------- | ------------------------------------------------------------------- | --- |
| 2017 | Yêu miêu truyện 妖猫传                | Trần Khải Ca               | Vương Tuệ Linh                                                      | Hoàng Hiên, Sometani Shōta, Trương Vũ Kỳ, Tần Hạo, A Bộ Khoan, Lưu Hạo Nhiên, Âu Hào, Trương Thiên Ái |
| 2017 | Oan gia đổi mệnh 羞羞的铁拳           | Tống Dương, Trương Trì Dục | Tống Dương, Trương Trì Dục                                          | Ngải Luân, Mã Lệ, Thẩm Đằng                                                                           |
| 2017 | Ngộ Không kỳ truyện 悟空传            | Quách Tử Kiện              | Quách Tử Kiện, Kim Hà Tại, Hoảng Hải, Phạm Văn Văn, Hoàng Trí Hưởng | Bành Vu Yến, Nghê Ni, Âu Hào, Dư Văn Lạc, Trịnh Sảng, Kiều Sam, Dương Địch, Du Phi Hồng               |
| 2016 | Tình thánh 情圣                       | Tổng Hiểu Phi, Đổng Húc    | Vu Miểu, Lý Tiêu                                                    | Tiêu Ương, Diêm Ni, Tiểu Trầm Dương                                                                   |
| 2015 | Go Lala Go 2 杜拉拉追婚记             | An Trúc Gian               | Cẩu Hưng Nghiên                                                     | Châu Du Dân, Lâm Y Thần, Trần Bách Lâm                                                                |
| 2015 | Chàng ngốc đổi đời 夏洛特烦恼         | Diêm Phi, Bành Đại Ma      | Diêm Phi, Bành Đại Ma                                               | Thẩm Đằng, Mã Lệ, Doãn Chính, Ngải Luân                                                               |
| 2015 | Siêu nhân bánh rán 煎饼侠             | Đổng Thành Bằng (Đại Bằng) | Đổng Thành Bằng, Tô Bưu                                             | Đổng Thành Bằng, Viên San San, Liễu Nham                                                              |
| 2015 | Đạo sĩ hạ sơn 道士下山                | Trần Khải Ca               | Trần Khải Ca, Trương Đĩnh                                           | Vương Bảo Cường, Quách Phú Thành, Trương Chấn, Lâm Chí Linh                                           |
| 2014 | Bạn gái hồi xuân của tôi 我的早更女友 | Kwak Jae-yong (Hàn Quốc)   | Tào Kim Linh, Bảo Khanh, Nghiêm Tô Thiến                            | Châu Tấn, Đồng Đại Vi, Chung Hán Lương, Trương Tử Lâm                                                 |
| 2013 | 101 cách cầu hôn 101次求婚            | Trần Chính Đạo             | Trương Nguy, Nhâm Bằng                                              | Lâm Chí Linh, Hoàng Bột, Cao Dĩ Tường                                                                 |
| 2012 | Tìm kiếm 搜索                         | Trần Khải Ca               | Trần Khải Ca, Đường Đại Niên                                        | Diêu Thần, Cao Viên Viên, Trần Hồng, Triệu Hựu Đình                                                   |
| 2011 | Thất tình 33 ngày 失恋33天            | Đằng Hoa Đào               | Bào Kình Kình                                                       | Văn Chương, Bạch Bách Hà, Trương Tử Huyên, Vương Diệu Khánh                                           |
| 2011 | Ẩn hôn nam nữ 隐婚男女                | Diệp Niệm Sâm              | Như Tiểu Quả, Ha Trí Siêu                                           | Lưu Nhược Anh, Trần Dịch Tấn, Bạch Băng, Dữu Trừng Khánh                                              |
| 2010 | Chuyện tình cây táo gai 山楂树之恋    | Trương Nghệ Mưu            | Doãn Lệ Xuyên, Cố Tiểu Bạch                                         | Châu Đông Vũ, Đậu Kiêu, Hề Mỹ Quyên, Lý Tuyết Kiện                                                    |

### Web drama
| Năm  | Tên                                            | Đạo diễn        | Biên kịch     | Diễn viên                                          |
| ---- | ---------------------------------------------- | --------------- | ------------- | -------------------------------------------------- |
| 2015 | Dư tội 《余罪》                                | Trương Duệ      | Vu Miểu       | Trương Nhất Sơn, Ngô Ưu, Tôn Giai Vũ, Thường Nhung |
| 2012 | Nhật kỹ Đỗ La La 《杜拉拉升职记》              | Trương Phong    | Hạ Nhiên      | Tạ Nam, Vương Diêu Khánh, Củng Tân Lượng           |
| 2011 | Thời gian tươi đẹp của Loli 《Loli的美好时代》 | Lưu Hải Đào     | Lưu Hải Đào   | Lý Kim Minh, Vương Thân Quân                       |
| 2010 | Ái thượng nam chủ bá 《爱上男主播》            | Trương Vinh Hoa | Ngô Tiểu Khắc | Cao Diệp, Vương Diệc Phàm, Lưu Thạc                |